# Mafia nigeriană
Mafia nigeriană se referă la grupurile de șarlatani, traficanți de droguri și rackeți din Nigeria.
Unul din modurile de operare constă în „scrisorile nigerine”.
Potențialele victime primesc mesaje din partea unor nigerieni care pretind că sunt funcționari ai guvernului sau reprezentanți ai unor companii importante.
„Afacerile” propuse de mafia nigeriană sunt extrem de tentante, mergând până la transferarea în contul victimei a unor sume cuprinse între 20 și 175 milioane dolari, în schimbul unui comision de 20 la sută.
Victimele sunt ademenite cu perspectiva unui câștig substanțial și rapid, prin moștenire sau spălare de bani.
Victimelor li se cere să plătească anticipat comisioanele bancare ale transferurilor bancare propuse,
precum și mai multe taxe și mite inventate, prezentate ca „neprevăzute”, astfel încât uneori frauda se poate întinde pe multe luni.
În anul 1998, un om de afaceri japonez a pierdut 35 milioane de dolari ca urmare a „contractelor” cu mafia nigeriană.
În anul 2002 se estima că 200 de persoane cădeau zilnic în mrejele mafiei nigeriene, iar serviciile secrete ale Statelor Unite au evaluat pierderile anuale ale americanilor în urma unor asemenea „afaceri” la circa 100 de milioane de dolari.

## Istoric
Cea mai veche înșelătorie asemănătoare cu scrisorile nigeriene, povestea „prizonierului spaniol”, datează din anii 1920.
La acea vreme, oamenii de afaceri erau contactați de o persoană care încerca să scoată dintr-o închisoare spaniolă vlăstarul unei familii bogate.
Părinții urmau să-l umple de bogății pe cel care ar fi ajutat la eliberarea fiului lor.
Cei păcăliți plăteau pentru o încercare nereușită de evadare după alta, în vreme ce prizonierul fictiv rămânea în închisoare.
Înșelătoria nigeriană (numită și „Advance Fee Fraud”, „The Nigerian Connection” sau „419 Fraud”) se practică încă din anii ’70.
Responsabilii sunt de obicei africani care operează la nivel global.
Majoritatea solicitărilor provin din Nigeria și din alte țări vest-africane, precum Ghana, Togo, Liberia, Sierra Leone sau Coasta de Fildeș.
Uneori, pot veni și din țări europene, precum Marea Britanie, Olanda sau Spania.
În prezent, propunerile de afaceri pot veni nu doar prin poștă, fax și e-mail, ci și prin grupuri de chat, pagini web de întâlniri și matrimoniale și chiar prin prezentare personală, la ușă.
În anul 2008 se estima că în lume existau în jur de 300.000 de șarlatani care practică frauda „419”, iar numărul lor crește cu 3% în fiecare an.

## Reacții
În anul 2002, Departamentul de Justiție al Statelor Unite a câștigat prin hotărâre judecătorească dreptul de a deschide toată corespondența expediată din Nigeria care trecea prin aeroportul JFK cu destinația New York.
70% din scrisori conțineau oferte de afaceri pe sistemul „419”.
O altă reacție de protecție a cetățenilor a fost realizată prin campania de anihilare cunoscută sub titulatura de „coaliția 419” (în SUA) sau „filiera nigeriană” (în Europa).
Coaliția a fost făcută pentru că lucrurile au mers prea departe, fiind asasinați oameni care au căzut în plasa escrocilor nigerieni (uciderea bestială a unui american, în iunie 1995, în Lagos, fiind de notorietate).
Pentru a avertiza potențialele victime ale nigerienilor, s-au deschis site-uri speciale, în care se prezintă scenariile după care acționează aceștia.
Pe aceste site-uri sunt prezentate concret cazuri din ultimii 5-6 ani și se strâng dovezi pentru a stabili exact algoritmul de lucru al mafiei nigeriene.
În anul 2008, Sorin Mihailovici, un fost jurnalist român care a devenit regizor de film în Canada, a realizat filmul „419: The Nigerian Scam”, bazată pe povestea reală a unui prieten apropiat care a fost înșelat de un șarlatan nigerian.

## Mafia nigeriană în România
Mafia nigeriană a reușit să înșele sute de firme din România.
În anul 1999, multor firme românești li s-au trimis scrisori de intenție și propuneri de contracte de investiții în valoare de milioane de dolari.
În principiu, scrisorile arătau că în conturile Companiei de Petrol a Nigeriei (Nigerian National Petrolium Corporation) s-ar fi rătăcit, în ultimele zile ale regimului militar al generalului Ibrahim Babangida, o importantă sumă în valută, pe care semnatarul scrisorii ar putea să o exporte în contul firmei românești.
Potențiala victimă era rugată să trimită într-un alt cont sume cuprinse între 5.000 și 10.000 de dolari, reprezentând, chipurile, costurile unei deplasări în Nigeria pentru parafarea contractului.
În cazul multor contracte trimise prin poștă pe plic nu figura nici o ștampilă de Nigeria, ceea ce înseamnă că așa zișii oameni de afaceri fantomă acționau nestingheriți chiar de pe teritoriul României.
În Lagos, un român - omul de afaceri Dan Mircea Tetrescu, venit la tratative, a fost răpit și sechestrat.
Ajuns pe aeroportul din Lagos, el a fost răpit și sechestrat timp de o săptămână de zile.
În schimbul eliberării sale, mafioții au cerut familiei suma de 500.000 de dolari.
Țepuit a fost și fostul subprefect de Suceava, Valica Gorea, care a primit o scrisoare de la o firmă de avocatură nigeriană care i-a comunicat că tatăl său este moștenitorul unui om de afaceri german.
Acesta a fost de asemenea sechestrat, în 1994, tot în Lagos.
În anul 2001, se estima că peste 80% din cei contactați ignoră complet mesajul, vreo 15% merg mai departe cu tratativele până la un punct în care își dau seama că jocul devine periculos, iar 5% „finalizează” aventura, fiindcă afacere nu este.